# Libertas (2006.)
Libertas, hrvatski dugometražni film iz 2006. godine.
Sniman na raznim lokacijama. Firencu je "glumio" Draguć.

## Nagrade i priznanja
Film je dobio nekoliko nagrada i priznanja:
- Zlatnu arenu za kostimografiju
- Zlatnu arenu za najbolju šminku na Pulskom filmskom festivalu 2006.
- Hrvatska ga je predložila za nagradu Oscara.
- Predikat A Ministarstva kulture Italije za najbolji koprodukcijski film 2006. godine
- nagrada za najbolji scenarij filmskog festivala u Petrogradu
- film je prikazan u službenoj konkurenciji na filmskom festivalu u Palm Springsu

## Uloge

### Glavne uloge
| Glumac                | Lik                        |
| --------------------- | -------------------------- |
| Sven Medvešek         | Marin Držić (Marino Darsa) |
| Goran Grgić           | gospar Luka, cenzor        |
| Mladen Vulić          | Niko, Lukin plaćenik       |
| Ljubomir Kerekeš      | gospar Bučinić             |
| Sandra Cecciarelli[1] | Deša Zamanja               |
| Žarko Potočnjak       | Đivo Lukarević             |

1 Dešin glas na hrvatskom izgovara Olga Pakalović, dok Sandra Cecciarelli govori talijanski.

### Sporedne uloge
| Glumac                 | Lik                                            |
| ---------------------- | ---------------------------------------------- |
| Urša Raukar            | Lucija Lukarević, Đivova supruga               |
| Vlatko Dulić           | fra Mavro Vetranović                           |
| Vanja Drach            | fra Saro                                       |
| Krešimir Mikić         | svećenik                                       |
| Galiano Pahor          | biskup                                         |
| Livio Badurina         | Vlaho Držić, Marinov brat                      |
| Miše Martinović        | knez Dubrovačke Republike                      |
| Andrea Buscemi         | veliki vojvoda Cosimo                          |
| Relja Bašić            | španjolski konzul                              |
| Goran Navojec          | Miles Gloriosus, voditelj amaterskog kazališta |
| Natalija Đorđević      | Colombina, suradnica Milesa Gloriosusa         |
| Vedran Mlikota         | Pantalone, suradnik Milesa Gloriosusa          |
| Barbara Nola           | Kata Držić, Vlahova supruga                    |
| Predrag Vušović        | grbavac, prosjak                               |
| Radko Polič            | gospar Zamanja, Dešin otac                     |
| Biserka Ipša           | Marinova i Vlahova majka                       |
| Nada Gačešić-Livaković | koludrica                                      |
| Damir Markovina        | Miljenko                                       |
| Željko Vukmirica       | Bunić                                          |
| Jelena Miholjević      | vile                                           |
| Ecija Ojdanić          | vile                                           |
| Dora Lipovčan          | vile                                           |